# Seigneurie de Léry
Pour les articles homonymes, voir Léry.
1750–1854
Entités précédentes :
- Domaine royal

Entités suivantes :
- Saint-Cyprien-de-Napierville

La seigneurie de Léry est une seigneurie créée en 1733 lors de la colonisation française en Nouvelle-France. Son territoire correspond à Napierville et ses environs au sud du Québec.

## Géographie
Le territoire de la seigneurie de Léry correspond à la ville actuelle de Napierville, Saint-Cyprien-de-Napierville. et les municipalités environnantes de la municipalité régionale de comté (MRC) des Jardins-de-Napierville, à l'est du Suroît en Montérégie. Elle est bornée au nord-ouest par la seigneurie de la Prairie-de-la-Madeleine, existant depuis 1647, au nord par la seigneurie de Longueuil, créée en 1657, à l'est par la rivière Richelieu, au sud par la seigneurie de Lacolle ouverte en 1733 et à l'ouest par la seigneurie de La Salle, octroyée en 1750. Sur la rive opposée du Richelieu, la seigneurie de Léry fait face aux seigneuries de Sabrevois, Noyan et Foucault, toutes trois créées la même année que Lacolle,.
Le territoire concédé fait deux lieues de front sur trois lieues de profondeur. Il se trouve dans les basses-terres du Saint-Laurent.

## Histoire
Avant l'arrivée des Français, l'endroit sert de passage aux Amérindiens entre les sites des actuelles villes de New York et de Montréal, une élévation naturelle de terrain y permettant le portage tout au long de l'année. En 1733, le gouverneur de la Nouvelle-France Charles de Beauharnois et l'intendant Gilles Hocquart concèdent une seigneurie sur la rive gauche du Richelieu à Gaspard-Joseph Chaussegros de Léry, militaire et ingénieur, qui lui donne son nom. La seigneurie relève de l'administration du gouvernement de Montréal. Elle demeure très peu peuplée sous le régime français.
Après la conquête de la Nouvelle-France par les Anglais en 1760, la seigneurie de Léry est vendue à rabais à Gabriel Christie, général britannique. Celui-ci achète plusieurs seigneuries non dvéeloppées afin de tirer des revenus d'exploitation forestière. À sa mort, son fils Napier Christie hérite de la seigneurie mais en est absent.
À la mort de celui-ci, son fils bâtard Plenderleath Christie en hérite. Plenderleath Christie vise à protestantiser et angliciser les Canadiens-français avec un succès relatif mais
suscite le mécontentement des censitaires. En 1829, la paroisse catholique romaine de Sainte-Marguerite de Blairfindie est formée de parties de territoires des seigneuries de Longueuil, de la Prairie-la-Madeleine et de Léry. Les paroissiens de Léry doivent faire de longs déplacements vers L'Acadie. À l’automne 1838, plusieurs habitants de la seigneurie de Léry se joignent au mouvement des Patriotes qui proclament sur la place publique de Napierville la République du Bas-Canada. Le village de Napierville et plusieurs habiations et fermes sont incendiés en représailles.